# Орлин Орлинов (поет)
Орлин Орлинов е български поет и сценарист.

## Биография
Роден е в София на 7 ноември 1931 г. Син е на известния писател, драматург и общественик Орлин Василев. Завършва гимназия в столицата и школата за запасни офицери към Военното училище във Велико Търново. За първи път печата през 1950 г. Бил е главен редактор на сп. „Български воин“ и в. „Стършел“, очеркист във врачанския в. „Отечествен зов“ и драматург на Врачанския, Сатиричния и Народния театър.
Автор е на много книги със стихове и поеми за възрастни и деца, на сатирични творби и на комедията „Фаталната депеша“. Сценарист е на 3-серийния телевизионен филм „Чичовци“ по Иван Вазов и либретист на операта „Тревога“ от композитора Александър Райчев по едноименната пиеса на баща му Орлин Василев.
Орлин Орлинов е известен със своята „Ода за СССР“, за която през 1969 г. получава Димитровска награда. Тя е написана в типичния за 60-те години на ХХ в. дух на възпяване на Съветския съюз и отричане на света на капитализма, както и на тези източноевропейски политици и общественици, които се стремят да реформират социалистическата система.
Умира на 16 октомври 2013 г.